# تقرير تغير المناوبة (تمريض)
إن تقرير تغير المناوبة في مجال التمريض هو اجتماع بين أعضاء موظفي التمريض عند تغير المناوبة حيث يتم فيه تبادل المعلومات التي تخص المرضى. حيث يُقدم التقرير بوجه عام من خلال الممرضين عند تغير المناوبة إلى الممرضين الذين يبدأون المناوبة التالية، وفي بعض المنشآت، يشارك مساعدو الممرضين في التقرير، ومع ذلك فإن الممرض المسئول هو المسئول في المقام الأول عن إعداد التقرير.
فمن خلال التقرير يناقش الممرضون المنصرفون مع الممرضين القادمين حالة كل مريض وأي تغييرات حدثت للمريض خلال المناوبة. فبالنسبة للممرضين العاملين بانتظام مع هؤلاء المرضى، يمكنهم معرفة أي تطورات في حالات المرضى. وبالنسبة للممرضين غير المخصصين للوحدة معظم الوقت، يمكنهم معرفة معلومات حول المرضى الموجودين في الوحدة. وبالنسبة لجميع الممرضين، سوف يعرفون بأي مرضى جُدد دخلوا مؤخرًا إلى الوحدة.

## الأمور التي يتضمنها التقرير
ففي حين أن التقرير ضروري من أجل تبادل المعلومات الهامة بين الممرضين، لكن تظهر العديد من المشاكل المختلفة عند إبلاغ التقرير.
لا يُسمح قانونيًا في بعض الأماكن بمغادرة الممرضين لوحدة المؤسسة التي يعملون بها التي يتعين عليهم رفع تقرير عنها. فالانصراف من العمل قد يُعتبر أمرًا محظورًا وهو ما قد يعتبر دافعًا لإلغاء تصريح الممرض. في نفس الوقت، لا يُطلب من هذه المؤسسات من الناحية القانونية في جميع الأماكن أن تدفع للممرضين مقابل العمل الإضافي بعد انتهاء مناوبتهم المُجبرين عليه لإتمام التقرير.
بينما تطلب القوانين الخاصة أن يُعطى التقرير في مكان لا يمكن فيه للمرضى والزائرين والموظفين من غير الممرضين سماع التقرير، وتمنع بعض المؤسسات أفراد الأسرة من زيارة المرضى خلال وقت التقرير.